# Tonje Larsen
Tonje Larsen (* 26. Januar 1975 in Tønsberg, Norwegen) ist eine ehemalige norwegische Handballspielerin. Sie spielte zuletzt bei Larvik HK in der norwegischen Eliteserien. Mittlerweile ist sie als Handballtrainerin tätig.

## Karriere
Die im mittleren Rückraum spielende Norwegerin begann das Handballspielen in ihrem Heimatort Tønsberg. Hier spielten sie für Tønsberg Turn und Tønsberg HK. Später wechselte Larsen zu Larvik HK, für den sie bis 1998 spielte. Mit Larvik gewann sie 1996 und 1998 die norwegische Meisterschaft. In der Saison 1998/99 spielte die Norwegerin für den dänischen Verein Viborg HK, mit dem sie die dänische Meisterschaft und den EHF-Pokal gewann. Nach dieser Saison kehrte sie wieder nach Larvik zurück, wo sie 2000, 2003, 2004, 2005, 2006, 2007, 2008, 2009, 2010, 2011, 2012, 2013, 2014 und 2015 die Meisterschaft, 2005 und 2008 den Europapokal der Pokalsieger, sowie 2011 die EHF Champions League gewann. Am 5. Dezember 2013 gab Larsen ihre Schwangerschaft bekannt. Infolgedessen pausierte sie bis Januar 2015. Larsen kehrte anschließend in den Kader von Larvik zurück und beendete nach der Saison 2014/15 ihre Karriere. Ab dem Sommer 2015 war sie zwei Jahre lang als Co-Trainerin bei Larvik HK tätig. Zusätzlich trainierte sie gemeinsam mit Lene Rantala den Drittligisten Larvik Turn. 2017 übernahm Larsen das Traineramt vom Drittligisten Flint Tønsberg. Im Jahr 2020 beendete Larsen ihre Trainertätigkeit bei Flint Tønsberg und wurde Co-Trainerin der norwegischen Nationalmannschaft.
Tonje Larsen absolvierte 264 Partien für die norwegische Handballnationalmannschaft. Mit dem norwegischen Team wurde sie 1998, 2008 und 2010 Europameisterin, sowie 1999 Weltmeisterin. Bei den Olympischen Spielen 2000 gewann sie die Bronzemedaille. Bei den Olympischen Spielen 2008 holte sie sich die Goldmedaille. Sie gehörte zum Aufgebot ihres nationalen Verbandes bei der Weltmeisterschaft 2009 in China.